# Erwinia tracheiphila
Espèce
Erwinia tracheiphila est une espèce de Pseudomonadota (ex Protéobactéries) de la famille des Enterobacteriaceae.
Cette bactérie phytopathogène est responsable de la maladie du flétrissement bactérien des cucurbitacées.

## Liste des non-classés
Selon NCBI (14 octobre 2014) :
- non-classé Erwinia tracheiphila DSM 21139
- non-classé Erwinia tracheiphila PSU-1